# Kotasaari (ö i Södra Karelen, Imatra)
Kotasaari är en ö i Finland. Den ligger i sjön Simpelejärvi och i kommunen Parikkala i den ekonomiska regionen  Imatra ekonomiska region  och landskapet Södra Karelen, i den sydöstra delen av landet, 280 km nordost om huvudstaden Helsingfors. Öns area är 33,2 hektar och dess största längd är 1,3 kilometer i nord-sydlig riktning.